# Anthurium antonioanum
Anthurium antonioanum är en kallaväxtart som beskrevs av Thomas Bernard Croat. Anthurium antonioanum ingår i släktet Anthurium och familjen kallaväxter. Inga underarter finns listade.